# アンデルレヒト
アンデルレヒト（Anderlecht オランダ語: [ˈɑndərlɛxt] ( 音声ファイル); フランス語: [ɑ̃dəʁlɛkt]）は、ブリュッセル首都圏地域を構成する19の基礎自治体のうちの一つである。歴史的地区や建築学的な地区が行政区内にはいくつか立地する。
アンデルレヒトはオランダ語での呼び名で、同じつづりでもフランス語ではアンデルレクトという。

## 歴史

### 中世まで
アンデルレヒトでの人の生活の痕跡は、石器時代や青銅器時代にまでさかのぼる。ローマ時代のヴィラ跡やフランク人のネクロポリス跡がアンデルレヒトでは発見されている。最初にアンデルレヒトの名が文書に記録されたのは1047年からのことで、アンレレヒ（Anrelech）の形で1111年にはアンデレレト（Andrelet）、1148年にはアンデレラー（Andreler）、1186年にアンデエアレヒであった。当時、アンデルレヒトの共同体ではすでにカノンの参事会と2つの荘園が形成され、アンデルレヒトでは力を持っていた。
1356年、フランドル伯ルイ2世（ルイ・ド・マール）は、ブリュッセルに財政に関しての抵抗と思われる、スクートの戦いと呼ばれる蜂起を起こした。義理の姉であるブラバント女公ジャンヌを破りしばし権利を奪ったが、後にジャンヌは神聖ローマ皇帝カール4世の力を借りて取り返している。1393年、ジャンヌはアンデルレヒトをブリュッセルの一部とした。

### 15世紀から現在まで
アンデルレヒトは15世紀から16世紀にかけて文化の指標となった。17世紀から18世紀にかけてはネーデルラントとフランスとの間の戦争が際立っている。19世紀に入ると人口が急増したが、ブリュッセルに近接し都市化が急速に進んだためである。新たな都市開発が進みガーデンシティとして20世紀は発展して行き、多くの居住者が増えている。今日、アンデルレヒトの名はサッカークラブであるRSCアンデルレヒトによって広く知られている。

## みどころ
- 町の中心にある聖ピーテル教会、聖グイド教会は10世紀からのロマネスク様式で、ベルギーでも最古の教会の一つである。ほとんどの教会は1350年以降のもの。
- 歴史博物館なども立地する。
- エラスムスの家は1450年頃に建てられている。

## ゆかりの人物
- デジデリウス・エラスムス　司祭、人文主義者、神学者
- フィリップ・ティス　自転車競技選手
- デジーレ・ケテレール　自転車競技選手

## 姉妹都市
- ブローニュ＝ビヤンクール
- ベルリン、ノイケルン区
- ロンドン、ハマースミス・アンド・フラム・ロンドン特別区
- ザーンダム
- マリーノ